# Hongcun, Jiangxi
Hongcun är en ort i Kina. Den ligger i provinsen Jiangxi, i den sydöstra delen av landet, omkring 200 kilometer sydost om provinshuvudstaden Nanchang. Antalet invånare är 13 518. Befolkningen består av 6 461 kvinnor och 7 057 män. Barn under 15 år utgör 18,0 %, vuxna 15-64 år 73 %, och äldre över 65 år 7,0 %.
Runt Hongcun är det ganska tätbefolkat, med 72 invånare per kvadratkilometer. Närmaste större samhälle är Long'an, 11,7 km norr om Hongcun. I omgivningarna runt Hongcun växer i huvudsak blandskog.
Genomsnittlig årsnederbörd är 2 454 millimeter. Den regnigaste månaden är juni, med i genomsnitt 431 mm nederbörd, och den torraste är oktober, med 19 mm nederbörd.